# Зелени Стршљен (филм)
Зелени Стршљен (енгл. The Green Hornet) амерички је суперхеројски филм из 2011. године. Режију потписује Мишел Гондри, по истоименом лику Џорџа В. Трендла и Френа Страјкера. Главне улоге тумаче Сет Роген, Џеј Чоу, Кристоф Валц и Камерон Дијаз.
Премијерно је приказан 10. јануара 2010. године у Лос Анђелесу, док је 14. јануара пуштен у биоскопе Сједињеним Америчким Државама, односно 13. јануара Србији. Добио је помешане рецензије критичара и зарадио преко 227 милиона долара широм света.

## Радња
Брит Рид је син најистакнутијег и најугледнијег медијског магната из Лос Анђелеса, који је сасвим задовољан својим животом без надзора као и својом појавом на друштвеној сцени, све док његов отац мистериозно не умре, оставивши Бриту огромну медијску империју. Он склапа неочекивано пријатељство са најревноснијим и најинвентивнијим радником у фирми свога оца, Катом.
Њих двојца проналазе своју шансу у чињеници да по први пут у животу ураде нешто што има значаја: да се боре против криминала. Али, да би то урадили, одлучују да и сами постану криминалци, да штите закон кршећи га. Када се он и Като нађу на улицама, Брит постаје заштитник грађана — Зелени Стршљен.

## Улоге
| Глумац             | Улога              |
| ------------------ | ------------------ |
| Сет Роген          | Брит Рид           |
| Џеј Чоу            | Като               |
| Камерон Дијаз      | Ленор Кејс         |
| Том Вилкинсон      | Џејмс Рид          |
| Кристоф Валц       | Бенџамин Чаднофски |
| Дејвид Харбор      | Френк Скенлон      |
| Едвард Џејмс Олмос | Мајк Аксфорд       |
| Џејми Харис        | Попај              |
| Чед Колман         | Чили               |
| Едвард Ферлонг     | Тапер              |
| Лио Типтон         | Ана Ли             |
| Џејмс Франко       | Дени Клир          |